# Alpino Bagnolini (1939)
«Альпіно Баньоліні» (італ. Alpino Bagnolini) — військовий корабель, підводний човен типу «Люцці» Королівських ВМС Італії та нацистської Німеччини за роки Другої світової війни.

## Історія створення
«Альпіно Баньоліні» був закладений 15 грудня 1938 року на верфі компанії Franco Tosi у Таранто. 28 жовтня 1939 року він був спущений на воду, а 22 грудня 1939 року увійшов до складу Королівських ВМС Італії.

## Історія служби

### У складі ВМС Італії
«Альпіно Баньоліні» перебував у морі, коли Італія оголосила війну, і 12 червня 1940 року човен торпедував і потопив британський крейсер «Каліпсо» на південь від Криту. 9 вересня 1940 року «Баньоліні» відплив у третій похід і 13 вересня пройшов Гібралтарську протоку, прибувши до Бордо 30 вересня. Він входив до складу підводних човнів італійського Королівського флоту, що призначалися до патрулювання Атлантичного океану. Під час переходу «Альпіно Баньоліні» торпедував нейтральне іспанське вантажне судно Gabo Tortosa. «Баньоліні» потопив одне судно у своєму першому поході у складі BETASOM, перш ніж був пошкоджений протичовновими засобами противника. Патруль у липні 1941 року біля Гібралтару та патруль біля Азорських островів з 18 січня по 22 лютого 1942 року не увінчалися успіхом; і три походи до Південної Атлантики з 24 квітня до 28 червня, з 15 вересня до 7 листопада 1942 р. і з 14 лютого до 13 квітня 1943 р. були такими ж безрезультатними.

### У складі Крігсмаріне
Наприкінці липня 1943 року «Баньоліні» і «Джузеппе Фінці» завершили переобладнання на спеціалізовані субмарини, як транспортні підводні човни для доставлення важливих вантажів на великі відстані. У ніч на 8 вересня, отримавши з Італії звістку про капітуляцію, німці утримали човен. Після італійського оголошення війни Німеччині італійський екіпаж був знятий з борту корабля, а їх замінили підводники Крігсмаріне; лишень 12 італійців приєдналися до них.
26 січня 1944 року після перетворення на німецький вантажний підводний човен, «Баньоліні» відплив вже під номером UIT-22. 22 лютого, за 900 миль від острову Вознесіння, човен був пошкоджений американським літаком, що спричинило втрату палива. Ця подія змусила U-178, що повертався з Пінангу, вирушити у точку рандеву біля узбережжя Південної Африки, де заправити постраждалий човен посеред океану. Втім, на місці зустрічі, за 500 миль від Кейптауна, U-178 виявив в океані лише пляму великої кількості нафти. 11 березня 1944 року колишній італійський човен був затоплений з усім екіпажем (43 особи) поблизу мису Доброї Надії британською ескадрильєю з трьох летючих човнів PBY «Каталіна».

## Командири
- Капітан III рангу Франко Тосоні Піттоні (25 квітня 1940 — 15 квітня 1941)
- Оберлейтенант-цур-зее резерву Карл Вундерліх (11 жовтня 1943 — 11 березня 1944)